# Joseph Louis Cornier-Miramont
Joseph Louis Cornier-Miramont, né le 3 mai 1876 à Sète et mort dans la même ville le 1er juin 1941, est un peintre et sculpteur français.

## Biographie

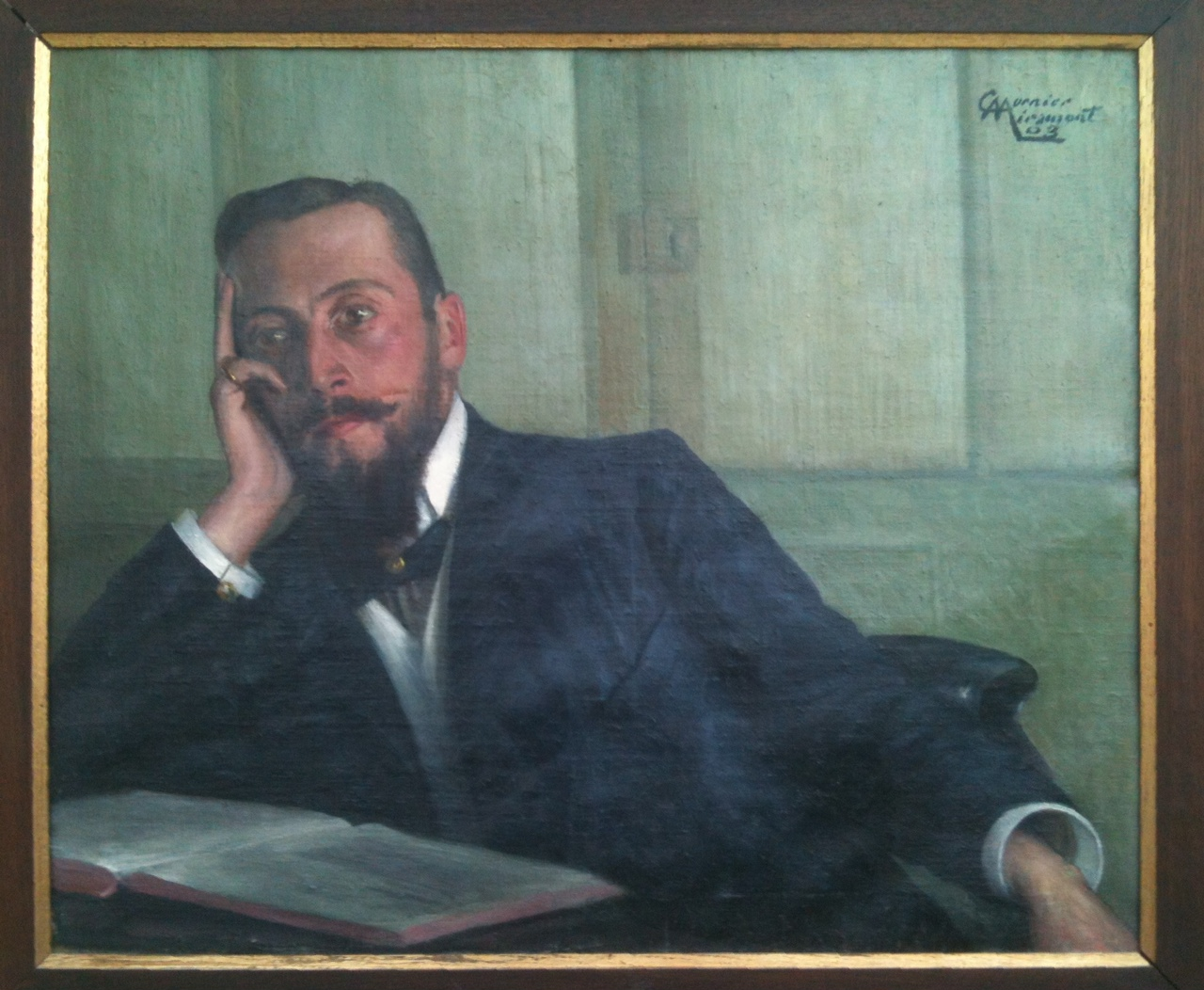
Attribué à Joseph Louis Cornier-Miramont, Portrait d'homme (1903), collection particulière non sourcée.

Joseph Louis Cornier-Miramont est le fils d'Emmanuel Cornier, tonnelier à Sète, et de Marie-Thérèse Miramond. Après une formation à l'école des beaux-arts de Montpellier, puis aux Beaux-Arts de Paris, il expose dès 1905 au Salon des artistes français. En 1908, il est l'élève de l'Académie Julian à Paris dans les ateliers de Gustave Moreau et François Flameng.
Il épouse Laure Valentine Jeanne Cère, fille de l'ancien préfet Paul Cère propriétaire des thermes de Lamalou-le-Bas à Lamalou-les-Bains, le 4 novembre 1903 à Paris.
Son admiration pour l'œuvre de Velasquez qu'il a étudiée lors d'un séjour en Espagne explique sa prédilection pour le portrait. Sa femme meurt le 26 juillet 1936 à Lamalou-les-Bains. Retourné dans sa ville natale, il lui survit cinq ans et meurt en 1941. Il repose au cimetière marin de Sète.

## Œuvres dans les collections publiques
- Sète, musée Paul-Valéry : Une Vitrine au musée du Luxembourg,1899, don de l'auteur la même année[8].

## Œuvres référencées
- Buste du Dr Gauthier, sénateur de l'Aude, 1902[9].
- À l'église, Salon de 1905, no 486[10].
- Portrait de M…, Salon 1908, no 432[11].
- Portrait de vieille Catalane, Salon 1910, no 518[12].

## Expositions
- 1907 : exposition des Amis des arts, Versailles. Prix du salon[13].
- 1907 : 13e Salon de la Société artistique de Pontoise[14].